# Giuseppe Tomasi di Lampedusa
(Tancredi Falconeri, nipote materno di Don Fabrizio Corbera, Principe di Salina, Duca di Querceta, Marchese di Donnafugata, ne Il Gattopardo)
Giuseppe Tomasi, XI principe di Lampedusa, XII duca di Palma, barone della Torretta e di Montechiaro, conosciuto semplicemente come Giuseppe Tomasi di Lampedusa (Palermo, 23 dicembre 1896 – Roma, 23 luglio 1957), è stato un nobile e scrittore italiano.
Letterato di complessa personalità e autore del noto romanzo Il Gattopardo, fu un personaggio taciturno e solitario e trascorse gran parte della vita immerso nella lettura. Ricordando la propria infanzia scrisse: ero un ragazzo cui piaceva la solitudine, cui piaceva di più stare con le cose che con le persone.

## Biografia

### Infanzia
Giuseppe Tomasi nacque a Palermo il 23 dicembre del 1896, figlio di Giulio Maria Tomasi (1868-1934) e di Beatrice Mastrogiovanni Tasca di Cutò (1870-1946). Rimase figlio unico dopo la morte della sorella maggiore Stefania, avvenuta a causa di una difterite (1897). Fu molto legato alla madre, donna dalla forte personalità, che ebbe grande influenza sul futuro scrittore.
Non lo stesso avvenne col padre, un uomo dal carattere freddo e distaccato. Da bambino studiò nella sua grande casa a Palermo con l'ausilio di una maestra privata, della madre (che gli insegnò il francese) e della nonna, che gli leggeva i romanzi di Emilio Salgari. Nel piccolo teatro della residenza di Santa Margherita Belice, ereditata dai Cutò e molto amata da sua madre, dove passava lunghi periodi di vacanza, talora anche in inverno, assistette per la prima volta a una rappresentazione dell'Amleto, recitato da una compagnia di girovaghi.
Il casato dei Tomasi di Lampedusa è una diramazione della famiglia Tomasi da cui discendono anche i Leopardi di Recanati e che la tradizione indica di origini bizantine. Caratterizzata da grande fervore religioso, la famiglia vanta nell'albero genealogico un santo, san Giuseppe Maria Tomasi (1649-1713), e una venerabile, Isabella Tomasi (1645-1690). In epoca recente lo zio Pietro Tomasi della Torretta fu Ministro degli esteri e presidente del Senato.

### Sotto le armi a Caporetto
A partire dal 1911 Tomasi di Lampedusa frequentò il liceo a Roma e in seguito a Palermo. Sempre a Roma, nel 1915 s'iscrisse alla facoltà di Giurisprudenza, senza terminare gli studi. Nello stesso anno venne chiamato alle armi, partecipò alla prima guerra mondiale come ufficiale d'artiglieria e nella disfatta di Caporetto fu catturato dagli austriaci, che lo imprigionarono in Ungheria. Riuscito a fuggire, tornò a piedi in Italia.
Dopo le sue dimissioni dal Regio Esercito con il grado di tenente, ritornò nella sua casa in Sicilia, alternando al riposo qualche viaggio, sempre in compagnia della madre, che non lo abbandonava mai, e svolgendo studi sulle letterature straniere. Nel 1925, insieme al cugino Lucio Piccolo, si recò a Genova, dove si trattenne circa sei mesi, collaborando alla rivista letteraria Le opere e i giorni.

### Il matrimonio con Licy von Wolff-Stomersee
A Riga, il 24 agosto 1932, sposò in una chiesa ortodossa la studiosa di psicoanalisi Alexandra, baronessa von Wolff-Stomersee, detta "Licy", figlia del barone tedesco del Baltico Boris von Wolff-Stomersee e della cantante italiana Alice Barbi, la quale nel 1920 aveva sposato in seconde nozze il diplomatico italiano Pietro Tomasi, marchese della Torretta, zio di Giuseppe. Andarono a vivere con la madre di lui a Palermo, ma ben presto l'incompatibilità di carattere tra le due donne fece tornare Licy in Lettonia. Nel 1934 morì Giulio Tomasi, e così Giuseppe ereditò il titolo. Nel 1940 venne richiamato alle armi, ma, essendo a capo dell'azienda agricola ereditata, fu presto congedato.
Si rifugiò così con la madre a Villa Piccolo (Capo d'Orlando), dove poi li raggiunse Licy, per sfuggire ai pericoli della seconda guerra mondiale. Alla fine del 1944 fu nominato presidente provinciale della Croce Rossa Italiana di Palermo e poi presidente regionale, fino al 1946.
La madre, che era da poco tornata a Palermo, morì nel 1946. Nel 1953 iniziò a frequentare un gruppo di giovani intellettuali, dei quali facevano parte Francesco Orlando e Gioacchino Lanza di Assaro. Con quest'ultimo instaurò un buon rapporto affettivo, tanto da adottarlo qualche anno dopo. Da quel momento in poi Gioacchino Lanza fu chiamato Gioacchino Lanza Tomasi.

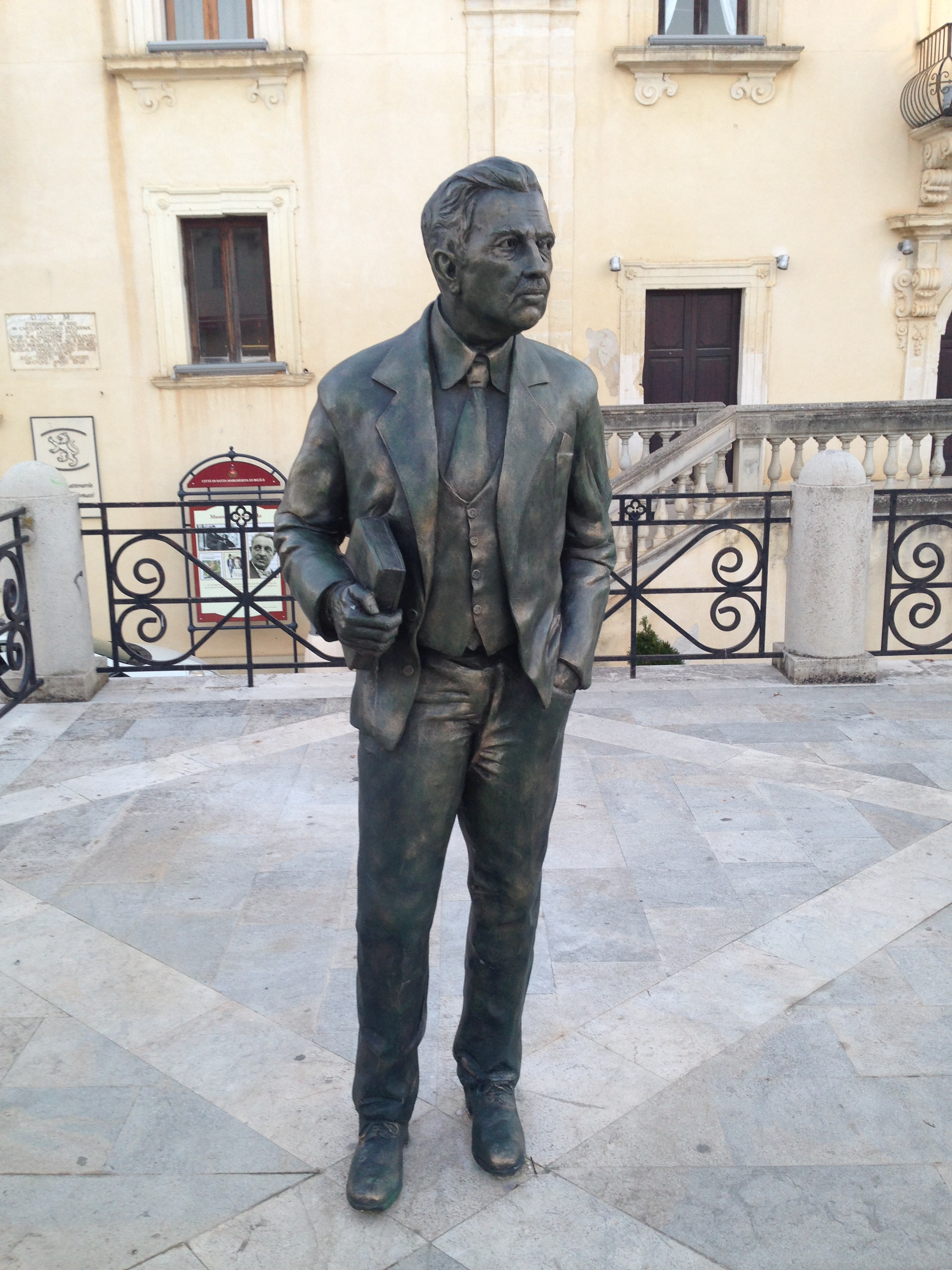
Statua a grandezza naturale dello scrittore Giuseppe Tomasi di Lampedusa situata in piazza Matteotti a Santa Margherita di Belìce

### L'incontro con Eugenio Montale e Maria Bellonci
Tomasi di Lampedusa fu spesso ospite presso il cugino Lucio Piccolo, col quale si recò nel 1954 a San Pellegrino Terme per assistere a un convegno letterario, cui il parente poeta era stato invitato per ritirare il primo premio di un concorso letterario. Lì conobbe Eugenio Montale e Maria Bellonci. Si dice che fu al ritorno da quel viaggio che iniziò a scrivere Il Gattopardo, ultimato due anni dopo, nel 1956.
All'inizio il manoscritto del Gattopardo non fu preso in considerazione dalle case editrici Mondadori e Einaudi, alle quali era stato inviato in lettura, e i rifiuti riempirono Tomasi di Lampedusa di amarezza. Il manoscritto fu giudicato negativamente da Elio Vittorini, all'epoca influente lettore per Mondadori e curatore della celebre collana "I gettoni" per l'editore Einaudi, che non s'accorse di aver letto un capolavoro della letteratura italiana e mondiale. Vittorini successivamente rifiuterà anche la pubblicazione de Il dottor Živago di Pasternak e Il tamburo di latta di Grass.

### La morte e il successo postumo

Francobollo per il 50° della morte

Nel 1957 gli fu diagnosticato un tumore ai polmoni; morì il 23 luglio, non prima di aver adottato come erede l'allievo e lontano cugino Gioacchino Lanza di Assaro. Il romanzo fu pubblicato postumo nel novembre del 1958, quando Elena Croce lo inviò a Giorgio Bassani, che lo fece pubblicare presso la casa editrice Feltrinelli. Nel 1959 il romanzo vinse il premio Strega.
 Curiosamente, anche Giuseppe Tomasi di Lampedusa morì lontano da casa come il suo antenato protagonista de Il Gattopardo, a Roma, nella casa della cognata in via San Martino della Battaglia n. 2, nei pressi di Piazza Indipendenza, dove era andato per sottoporsi a particolari cure mediche che si rivelarono inefficaci.
La salma fu tumulata il 28 luglio nella tomba di famiglia al cimitero dei Cappuccini di Palermo; da marzo 2024 è sepolto nella chiesa di San Domenico a Palermo.
La vedova, la principessa Alessandra di Lampedusa, rimase a custodia della sua memoria. Non avendo eredi, i titoli nobiliari (duca di Palma, principe di Lampedusa, barone di Montechiaro, barone della Torretta e Grande di Spagna di prima Classe) andarono allo zio paterno, l'ex presidente del Senato Pietro Tomasi della Torretta, che morì nel 1962 senza lasciare discendenti diretti, ma solo collaterali. Gli succedette il cugino Giuseppe Garofalo, figlio di Maria Antonia Tomasi di Lampedusa, suo congiunto maschio più prossimo, che ereditò con due cugine, figlie di Chiara, anche parte dei beni.

## Ascendenza
|                                                        |                                                     |                                                     | Genitori                                           |  |  | Nonni |  |  | Bisnonni                                   |  |  | Trisnonni                                               |  |
|                                                        |                                                     |                                                     |                                                    |  |  |       |  |  | Giulio, VIII Pr. di Lampedusa (1813– 1885) |  |  | Giuseppe Tomasi, III, VII Pr. di Lampedusa (1767– 1831) |  |
|                                                        |                                                     |                                                     |                                                    |  |  |       |  |  | Giulio, VIII Pr. di Lampedusa (1813– 1885) |  |  | Giuseppe Tomasi, III, VII Pr. di Lampedusa (1767– 1831) |  |
|                                                        |                                                     | Carolina Wochinger e Greco (1784 - 1845)            |                                                    |  |  |       |  |  | Giulio, VIII Pr. di Lampedusa (1813– 1885) |  |  |                                                         |  |
| Giuseppe, IX Pr. di Lampedusa (1838– 1908)             |                                                     |                                                     |                                                    |  |  |       |  |  | Giulio, VIII Pr. di Lampedusa (1813– 1885) |  |  |                                                         |  |
|                                                        |                                                     | Maria Stella Guccia e Vetrano (1815 - 1886)         | Giovan Battista Guccia e Bonomolo (1736 - 1834)    |  |  |       |  |  |                                            |  |  |                                                         |  |
|                                                        |                                                     | Maria Stella Guccia e Vetrano (1815 - 1886)         | Giovan Battista Guccia e Bonomolo (1736 - 1834)    |  |  |       |  |  |                                            |  |  |                                                         |  |
|                                                        |                                                     | Maria Stella Guccia e Vetrano (1815 - 1886)         | Vetrano                                            |  |  |       |  |  |                                            |  |  |                                                         |  |
| Giulio, X Pr. Lampedusa (1868– 1934)                   |                                                     | Maria Stella Guccia e Vetrano (1815 - 1886)         |                                                    |  |  |       |  |  |                                            |  |  |                                                         |  |
|                                                        |                                                     | Salvatore Papè e Gravina (1790 - 1870)              | Pietro Papè e Bologna                              |  |  |       |  |  |                                            |  |  |                                                         |  |
|                                                        |                                                     | Salvatore Papè e Gravina (1790 - 1870)              | Pietro Papè e Bologna                              |  |  |       |  |  |                                            |  |  |                                                         |  |
|                                                        |                                                     | Salvatore Papè e Gravina (1790 - 1870)              | Ippolita Gravina Massa                             |  |  |       |  |  |                                            |  |  |                                                         |  |
| Stefania Papè e Vanni (1840– 1913)                     |                                                     | Salvatore Papè e Gravina (1790 - 1870)              |                                                    |  |  |       |  |  |                                            |  |  |                                                         |  |
|                                                        |                                                     | Vittoria Vanni e Filangieri                         | Francesco Vanni e Inveges                          |  |  |       |  |  |                                            |  |  |                                                         |  |
|                                                        |                                                     | Vittoria Vanni e Filangieri                         | Francesco Vanni e Inveges                          |  |  |       |  |  |                                            |  |  |                                                         |  |
|                                                        |                                                     | Vittoria Vanni e Filangieri                         | Rosalia Filangieri (1774 - 1847)                   |  |  |       |  |  |                                            |  |  |                                                         |  |
| Giuseppe, XI Pr. di Lampedusa (1896–1957)              |                                                     | Vittoria Vanni e Filangieri                         |                                                    |  |  |       |  |  |                                            |  |  |                                                         |  |
|                                                        | Lucio Mastrogiovanni Tasca e Nicolosi (1820 - 1892) | Paolo Mastrogiovanni Tasca                          |                                                    |  |  |       |  |  |                                            |  |  |                                                         |  |
|                                                        | Lucio Mastrogiovanni Tasca e Nicolosi (1820 - 1892) | Paolo Mastrogiovanni Tasca                          |                                                    |  |  |       |  |  |                                            |  |  |                                                         |  |
|                                                        | Lucio Mastrogiovanni Tasca e Nicolosi (1820 - 1892) | Rosa Nicolosi                                       |                                                    |  |  |       |  |  |                                            |  |  |                                                         |  |
| Lucio Mastrogiovanni Tasca e Lanza (1842–1892)         | Lucio Mastrogiovanni Tasca e Nicolosi (1820 - 1892) |                                                     |                                                    |  |  |       |  |  |                                            |  |  |                                                         |  |
|                                                        |                                                     | Beatrice Lanza Branciforte (1825 - 1900)            | Giuseppe Lanza Branciforte (? - 1855)              |  |  |       |  |  |                                            |  |  |                                                         |  |
|                                                        |                                                     | Beatrice Lanza Branciforte (1825 - 1900)            | Giuseppe Lanza Branciforte (? - 1855)              |  |  |       |  |  |                                            |  |  |                                                         |  |
|                                                        |                                                     | Beatrice Lanza Branciforte (1825 - 1900)            | Stefania Branciforte e Branciforte                 |  |  |       |  |  |                                            |  |  |                                                         |  |
| Beatrice Mastrogiovanni Tasca e Filangieri (1870–1946) |                                                     | Beatrice Lanza Branciforte (1825 - 1900)            |                                                    |  |  |       |  |  |                                            |  |  |                                                         |  |
|                                                        |                                                     | Alessandro IV Filangieri e Pignatelli (1802 - 1854) | Niccolò Filangieri (1760 - 1839)                   |  |  |       |  |  |                                            |  |  |                                                         |  |
|                                                        |                                                     | Alessandro IV Filangieri e Pignatelli (1802 - 1854) | Niccolò Filangieri (1760 - 1839)                   |  |  |       |  |  |                                            |  |  |                                                         |  |
|                                                        |                                                     | Alessandro IV Filangieri e Pignatelli (1802 - 1854) | Margherita Pignatelli Aragona Cortes (1783 - 1830) |  |  |       |  |  |                                            |  |  |                                                         |  |
| Giovanna Nicoletta Filangieri e Merlo (1850–1891)      |                                                     | Alessandro IV Filangieri e Pignatelli (1802 - 1854) |                                                    |  |  |       |  |  |                                            |  |  |                                                         |  |
|                                                        |                                                     | Teresa Merlo Clerici (1816 - 1897)                  | Francesco Merlo                                    |  |  |       |  |  |                                            |  |  |                                                         |  |
|                                                        |                                                     | Teresa Merlo Clerici (1816 - 1897)                  | Francesco Merlo                                    |  |  |       |  |  |                                            |  |  |                                                         |  |
|                                                        |                                                     | Teresa Merlo Clerici (1816 - 1897)                  | Giovanna Clerici                                   |  |  |       |  |  |                                            |  |  |                                                         |  |
|                                                        |                                                     | Teresa Merlo Clerici (1816 - 1897)                  |                                                    |  |  |       |  |  |                                            |  |  |                                                         |  |

## Film biografici

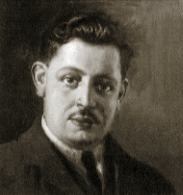
Giuseppe Tomasi in età giovanile, nel 1936

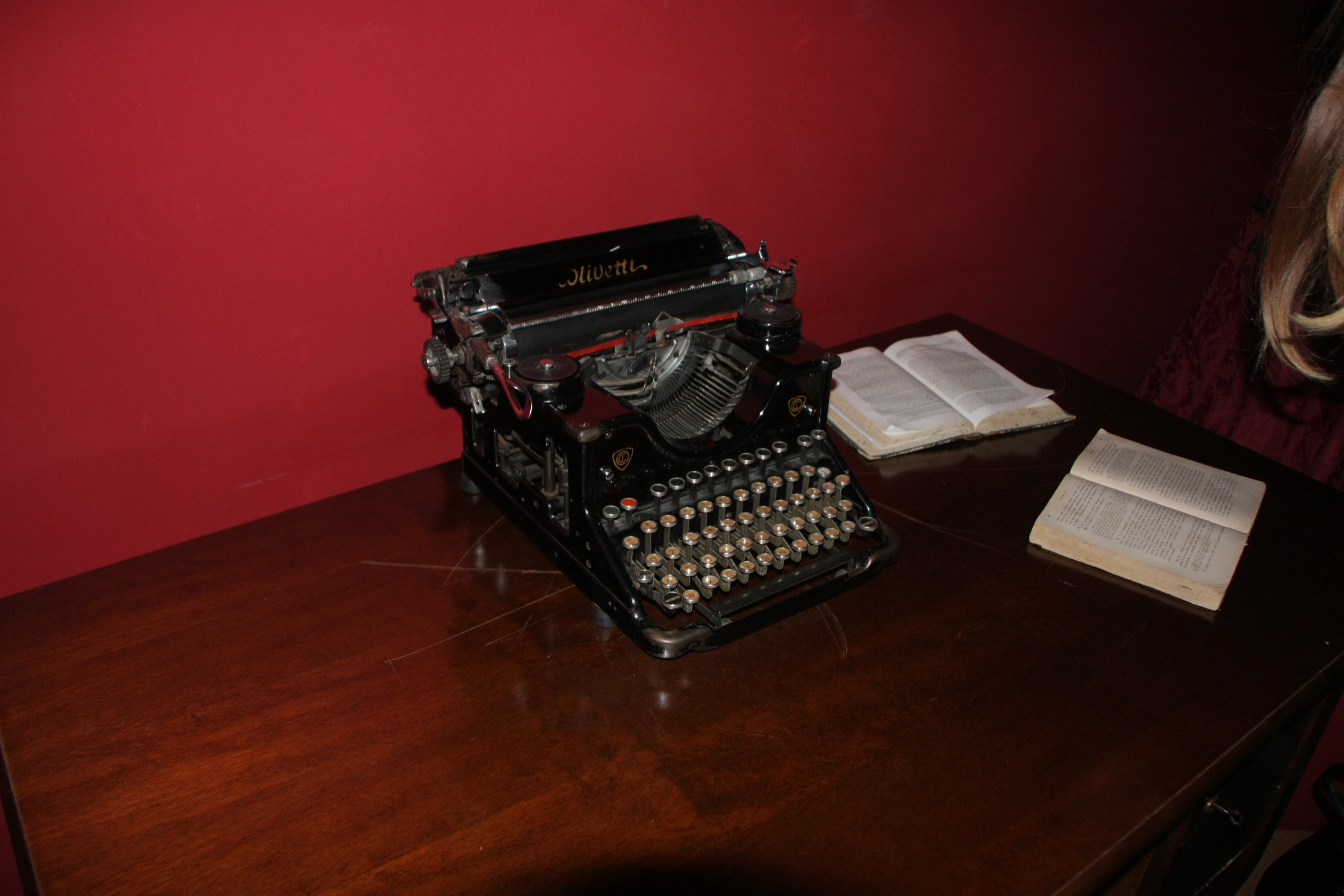
La macchina per scrivere di Tomasi (Museo del Risorgimento, Santa Margherita Belice)

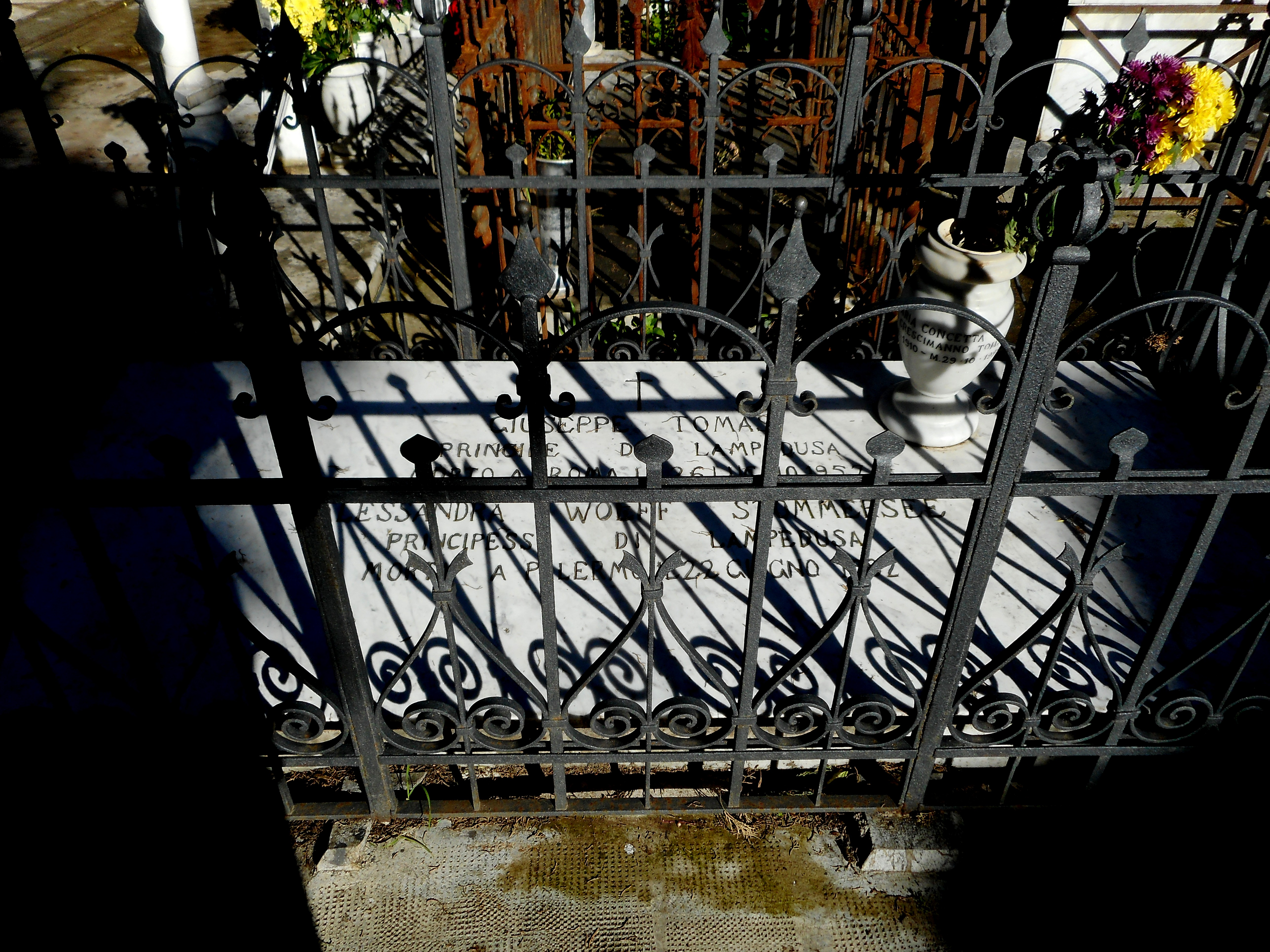
La tomba nel Cimitero dei Cappuccini (Palermo)

- La storia dell'ultimo periodo della sua vita e della stesura de Il Gattopardo è raccontata nel film del 2000 di Roberto Andò, Il manoscritto del Principe.
- Nel 1960 Ugo Gregoretti ha girato il documentario La Sicilia del Gattopardo in cui ricostruisce la vita e i luoghi di ispirazione del romanzo.
- In occasione della quattordicesima edizione della Festa del Cinema di Roma è stato proiettato il Docufilm Die Geburt des Leoparden (trad. it.: La nascita del Gattopardo), regia di Luigi Falorni. Un viaggio alla scoperta della vita dell'ultimo principe di Lampedusa raccontato dalle voci e dalle testimonianze delle persone care[7].

## Dediche
- Nel 2011 Alitalia gli ha dedicato uno dei suoi Airbus A320-216 (EI-DSB).
- Gli è stato dedicato un asteroide, il 14846 Lampedusa.
- A Santa Margherita di Belice è stato allestito presso il Palazzo del Gattopardo, ex proprietà dei Lampedusa il Museo del Gattopardo.[8]
- Nel 2003 nasce a Santa Margherita di Belice il parco letterario Giuseppe Tomasi di Lampedusa che dà il via al Premio letterario internazionale Giuseppe Tomasi di Lampedusa.
- Nel 2019 viene fondata nel comune di Palma di Montechiaro l'istituzione comunale "Giuseppe Tomasi di Lampedusa", con direttore scientifico Gioacchino Lanza Tomasi.

## Opere
- Il Gattopardo, Milano, Feltrinelli, I ed. novembre 1958; nuova edizione riveduta sul manoscritto a cura di Gioacchino Lanza Tomasi, Milano, Feltrinelli, 2002.
- I ricordi d'infanzia, Prefazione di Giorgio Bassani, Collana Biblioteca di Letteratura: I Contemporanei n. 26, Milano, Feltrinelli, 1961; edizione riveduta a cura di Nicoletta Polo, prefazione di Gioacchino Lanza Tomasi, Milano, Feltrinelli, 1988; 
  - Racconti, Nuova ed. rivista e accresciuta (con La gioia e la legge, La sirena, I gattini ciechi) Collezione Le Comete, Feltrinelli, 2015; Collana UE, Feltrinelli, 2017.
- Lezioni su Stendhal, Palermo, Sellerio, 1977.
- Invito alle Lettere francesi del Cinquecento, Collana I Fatti e le Idee, Milano, Feltrinelli, 1979, ISBN 978-88-072-2420-1.
- Il mito, la gloria, a cura di Marcello Staglieno, Roma, Shakespeare & Company, 1989
- Letteratura inglese, 2 voll. (I: Dalle origini al Settecento; II: L'Ottocento e il Novecento), a cura di Nicoletta Polo, postfazione di Gioacchino Lanza Tomasi, Milano, Arnoldo Mondadori Editore, 1990-1991.
- Opere, introduzione e premessa di Gioacchino Lanza Tomasi, a cura di Nicoletta Polo, Collana I Meridiani, Milano, Mondadori, 1995; Nuova edizione aumentata, Collana I Meridiani, Mondadori, 2004.
- Licy e il Gattopardo. Lettere d'amore, a cura di Sabino Caronia, Roma, Edizioni associate, 1995.
- Viaggio in Europa. Epistolario 1925-1930, a cura di Gioacchino Lanza Tomasi e Salvatore Silvano Nigro, Milano, Mondadori, 2006, ISBN 978-88-045-6477-5.
- La sirena, (originariamente Lighea), Milano, Feltrinelli, 2014 [con cd audio contenente una registrazione a voce dell'autore].
- Ah! Mussolini!, Postfazione di Gioachino Lanza Tomasi, Milano, De Piante Editore, 2019